# خانه خالی از سکنه
خانه خالی از سکنه (به انگلیسی: The Haunted House) محصول سال ۱۹۲۱ میلادی در آمریکا، فیلمی کمدی با بازی باستر کیتون می‌باشد. کارگردانی و نویسندگی این اثر توسط کیتون و ادوارد اف کلاین انجام شده‌است.

## بازیگران
- باستر کیتون در نقش کارمند بانک
- ویرجینیا فاکس در نقش رئیس بانک
- جو رابرتز در نقش صندوقدار بانک
- ادوارد اف کلاین در نقش مشتری در بانک
- دوروتی کسیل در نقش لاسی مشتری بانک (ناشناس)
- مارک همیلتون در نقش بلندترین شبح (ناشناس)
- ناتالی تلمج در نقش غش زن مشتری بانک (ناشناس)